# Франчакорта
Франчакорта (итал. Franciacorta) — итальянское игристое вино, производимое в провинции Брешия региона Ломбардия. Винодельческая зона Франчакорта DOC была зарегистрирована в 1967 году, географически она расположена на южном берегу озера Изео. В 1995 году статус зоны Франчакорта был поднят до высшего DOCG.
В отличие от большинства известных итальянских игристых вин, производимых по методу Шарма, Франчакорта производится по традиционной технологии шампанских вин — со вторичным брожением в бутылках. В качестве сырья используется виноград сортов шардоне, пино неро и пино бьянко. Спектр производимого вина по содержанию сахара включает традиционные для игристых вин разновидности — полусладкое, сухое, брют и экстра брют. Эта же градация применяется и для разновидности розового Франчакорте (Franciacorta Rose) (содержание пино нуар не менее 25 %). Franciacorta Millesimato должно выдерживаться на осадке не менее 30 месяцев, Franciacorta riserva — не менее 5 лет.
Согласно требованиям Франчакорта DOCG, виноградники не должны располагаться выше 500 метров над уровнем моря. Для производства вина грозди должны быть собраны вручную, а вторичная ферментация вина в бутылках должна начаться не ранее февраля следующего за сбором урожая года. Минимальный уровень алкоголя в готовом вине не должен быть ниже 11,5 %. 
Урожайность виноградников для производства Франчакорты не должна превышать 10 тонн с гектара. Большинство производителей используют для производства вина только собственный урожай текущего года, не используя стороннее сырьё. В этом случае вино маркируется, как Franciacorta Millesimato (помимо выдержки не менее 30 месяцев, данный стандарт предписывает использование урожая текущего года не менее 85 %). В последние десятилетия виноделы стали экспериментировать с включением в состав сырья для производства Франчакорты местного автохтонного сорта винограда «Эрбамат» (итал. Erbamat). Пока стандарт допускает его присутствие в составе не более 10 %. Но ведущие производители планируют полную замену шардоне на эрбамат в случае внесения изменений в спецификации Franciacorta DOCG. 